# Амадо Арана
Амадо Арана (ісп. Amado Arana Urigüen) — баскський футболіст, зачинатель клубу «Атлетик» з Більбао. Грав у атакувальній ланці команди. Володар Кубка Коронації, попередника Кубка дель Рей.

## Життєпис
Амадо Арана один з перших футболістів новоствореної баскської команди в 1901 році. Провів з командою повноцінний футбольний сезон — 1901-1902 років.
Спершу Амадо Арана ще взяв участь у товариській грі супроти французького клубу «Бурдігала» (Burdigala) та кількох товарисько-показових іграх з аматорськими командами з містечок довкола Більбао.
Відтак, обраний до складу збірної команди басків «Біская» (Bizcaya), 14 травня 1902 року на «Естадіо де Гіподром» (Estadio de Hipódromo) провів свою першу гру в офіційному турнірі, супроти мадридського «Нью Фут-Бол Клуб» (New Foot-Ball Club). Перемога з рахунком 8:1 кваліфікувала басків (й Арану, в тому числі) до фіналу Кубка Коронації.
У фінальній грі Амадо Арана знову вийшов в основі команди і привніс свою лепту в здобуття першого іспанського трофею. Повернувшись на батьківщину, Амадо Арана і далі займався спортом, зокрема грав у футбол у команді басків.
Сезон 1902-1903 років Арана нову провів зі своїм клубом і цього разу вони здобули перший іспанський Кубок, який носить назву Кубок дель Рей (Кубок Короля).
Сезон 1903-1904 років Амандо Арана розпочав з командою. Навіть провів кілька товариських матчів із місцевими клубами. Але на 2 розіграш Кубка Іспанії з футболу його вже не взяли. Після чого він повернувся до звичних справ і ганяв м'яча в місцевих клубах-командах.

## Футбольна кар'єра
- 1901–1902  —"Атлетік" — 1(0)
- 1901–1902  —"Біская" — 2(0)
- 1902–1903  —"Атлетік" — 2(0)
- 1903–1904  —"Атлетік" — 1(0)

## Трофеї
- 1902 — Кубок Коронації
- 1902—1903 — Кубок Іспанії з футболу